# 陌上草
陌上草（学名：Lindernia procumbens），又名陌上菜，为玄參科母草屬下的一种一年生草本植物，分布于北半球温带及热带的潮湿地区。
种名procumbens意为平卧的。